# Askesta
Askesta is een plaats in de gemeente Söderhamn in het landschap Hälsingland en de provincie Gävleborgs län in Zweden. De plaats heeft 63 inwoners (2005) en een oppervlakte van 13 hectare. De plaats ligt aan het meer Marmen.